# ليو برادفورد
ليو برادفورد (بالإنجليزية: Lew Bradford)‏ (24 نوفمبر 1916 في المملكة المتحدة - 1 يناير 1984) هو لاعب كرة قدم بريطاني (وحمل سابقاً جنسية المملكة المتحدة لبريطانيا العظمى وأيرلندا) في مركز الدفاع. لعب مع برادفورد سيتي وبريستون نورث إيند ونادي كيلمارنوك ونيوبورت كونتي وTrowbridge Town F.C. ‏.